# Emergency on Planet Earth
Emergency On Planet Earth es el álbum debut de la banda funk británica Jamiroquai.
La banda lanzó sencillos como When You Gonna Learn?, Too Young To Die, Blow Your Mind y Emergency on Planet Earth. Un dato interesante es que las letras de los sencillos son de protesta, ya que hablan de la contaminación, el hambre, la caza indiscriminada y la deforestación.
Este álbum les otorgó bastante éxito en Reino Unido, superado por el álbum posterior que llegó a vender más en el resto de Europa y Japón. El Digeridoo solo se usa en las canciones When You Gonna Learn? y Didgin' Out

## Lista de canciones
1. "When You Gonna Learn?" Didgeridoo (Kay, Jason) - 3:50
2. "Too Young to Die" (Kay, Jason/Smith, Toby) - 6:05
3. "Hooked Up" (Kay, Jason/Smith, Toby) - 4:35
4. "If I Like It, I Do It" (Van Gelder, Nick/Kay, Jason) - 4:53
5. "Music of the mind" (Kay, Jason/Smith, Toby) -6:22
6. "Emergency on Planet Earth]" (Kay, Jason/Smith, Toby) - 4:05
7. "Whatever It Is, I Just Can't Stop" (Kay, Jason/Smith, Toby) - 4:07
8. "Blow Your Mind" (Kay, Jason/Smith, Toby) - 8:32
9. "Revolution 1993" (Kay, Jason/Smith, Toby) - 10:16
10. "Didgin' Out" (Buchanan, Wallis/Kay, Jason) - 2:37

- Datos: Q549484